# Keutschach am See
Keutschach am See (słoweń. Hodiše ob jezeru) – gmina w Austrii, w kraju związkowym Karyntia, w powiecie Klagenfurt-Land. Według Austriackiego Urzędu Statystycznego liczyła 2456 mieszkańców (1 stycznia 2015).